# Cyclone Chido
Pour les articles homonymes, voir Chido.
Le cyclone Chido est le quatrième système tropical, le troisième nommé de la saison cyclonique 2024-2025 dans l'océan Indien sud-ouest et, en particulier, le deuxième à atteindre le seuil de cyclone tropical et le deuxième à atteindre celui de cyclone tropical intense. Chido est un prénom populaire en Shona signifiant « désir ». Il provient de la liste triennale alphabétique des noms disponibles pour ce bassin océanique où il avait été suggéré par le Zimbabwe,.
Il se forme à partir d'une perturbation tropicale au sud-est de Diego Garcia observée pour la première fois le 5 décembre 2024 et qui s'est progressivement intensifiée en se dirigeant vers le sud-ouest avant d'être nommée le 9 décembre. Après avoir subi une intensification rapide, le cyclone tropical intense Chido, puissant mais de faible diamètre, touche l'archipel d'Agaléga de Maurice le 11 décembre, atteignant un pic d'intensité le lendemain. Après que son centre soit passé juste au nord de Madagascar, le cyclone s'affaiblit brièvement mais reprend rapidement de l'intensité, avant de toucher terre pour la deuxième fois près de Bandraboua, à Mayotte, le 14 décembre. Après avoir traversé le nord du canal du Mozambique, Chido touche la côte du Mozambique le 15 décembre au sud de Pemba, toujours comme un cyclone tropical intense, et s'enfonce ensuite dans les terres vers le sud du Malawi.
Cet événement climatique extrême provoque plusieurs catastrophes naturelles, notamment à Mayotte, qui subit des dégâts catastrophiques avec de nombreuses victimes, la destruction d'une grande partie de son urbanisation et de ses infrastructures ainsi qu'à Agaléga où l'habitat est ravagé, au Mozambique qui compte de nombreuses victimes et d'importantes destructions, et au Malawi. En revanche les dégâts sont mineurs à Madagascar et à l'Union des Comores. Les pertes économiques et matérielles au début de 2025 ont été estimées à 3,9 milliards $US, en faisant un des plus coûteux du bassin de l'océan Indien sud-ouest.

## Évolution météorologique

### Formation et trajectoire
Depuis le 5 décembre, le Centre météorologique régional spécialisé cyclones de La Réunion (CMRS) suivait dans l'extrême nord-est du bassin océanique une zone perturbée qui avait un potentiel de développement cyclonique. Le 9 décembre, le CMRS a envoyé un premier bulletin pour cette zone perturbée qui est devenue la dépression tropicale 04 à 12 h UTC. Le lendemain, le système est devenu une tempête tropicale modérée, puis forte, nommée Chido, à 400 km à l'est-sud-est de l'archipel d'Agaléga, se dirigeant vers la pointe nord de Madagascar. Agaléga a été mis sous avertissement par les services météorologiques de Maurice.
À 6 h UTC le 11 décembre, le CMRS a rehaussé le système compact de petite taille au niveau de cyclone tropical lors de son approche de l'archipel. À 18 h UTC, Chido devient un cyclone tropical intense, équivalent à la catégorie 3 de l'échelle de Saffir-Simpson, en touchant Agaléga. À 21 h UTC, le Joint Typhoon Warning Center (JTWC) a classé le cyclone dans la catégorie 4 de la même échelle. Des alertes cycloniques ont été émises pour le nord de Madagascar (province d'Antsiranana), les Comores et Mayotte,. Le 12 décembre à 6 h UTC, le JTWC et le CMRS l'ont rehaussé juste sous l'équivalent d'un ouragan de catégorie 5 alors qu'il s'approchait du groupe d'îles Farquhar. Après ce maximum, Chido s'est mis à faiblir lentement en passant à une centaine de kilomètre au sud de ces îles.
Le 13 décembre, entre 6 et 12 h UTC, Chido est passé à 50 km au nord du cap d'Ambre, la pointe nord  de Madagascar, avec des vents soutenus sur 10 minutes soufflant à 185 km/h. Mayotte, en alerte jaune depuis le 11 décembre à 15 h locales, a été placée le 13 décembre à 7 h locales en alerte orange, puis à 22 h locales en alerte rouge, et enfin violette à 7 h locales le 14 décembre,.
Le cyclone tropical intense a traversé les Comores et Mayotte le 14 décembre vers 6 h UTC, son œil passant sur la ville de Bandraboua pour ressortir environ 30 minutes après vers la ville d'Acoua de Mayotte, se dirigeant ensuite vers le Mozambique et le Malawi en se réintensifiant sur les eaux chaudes du canal du Mozambique,. Ces deux pays ont été mis en alerte cyclonique. Le 15 à 4 h 15 UTC, Chido a touché la côte du Mozambique à environ 35 km au sud de la ville portuaire de Pemba dans la province de Cabo Delgado comme un cyclone intense avec un vent soutenu sur 10 minutes de 205 km/h, puis il s'est enfoncé dans les terres en faiblissant rapidement à forte tempête tropicale.
Le 16 décembre après 0 h UTC, le système est entré dans le sud du Malawi comme tempête tropicale modérée. À 12 h UTC, le CMRS La Réunion a émis son dernier bulletin pour le système qui se situait alors sur la province de Tete au Mozambique. Il était devenu une simple dépression sur terre entrant sur le Zimbabwe.

### Analyse météorologique
Avec des rafales à plus de 220 km/h, Chido est classé comme un cyclone tropical équivalent à la catégorie 4 sur l'échelle de Saffir-Simpson qui en compte 5, c'est-à-dire un phénomène très intense et rare mais qui reste statistiquement probable. Il est considéré comme le phénomène météorologique le plus puissant qu’ait connu Mayotte depuis 90 ans en dépassant le cyclone Kamisy de 1984,. Chido fut aussi le cyclone le plus intense à frapper Agaléga depuis 1983.
Selon Météo-France, « Chido a suivi une configuration rarissime » : alors que la majorité des cyclones de la région frappent d'abord Madagascar où ils perdent leur énergie pour arriver affaiblis dans le canal du Mozambique, « cette fois, Madagascar n’a pas fait office de barrière : le système a adopté une trajectoire ouest-nord-ouest, ce qui lui a permis d’éviter la pointe nord malgache de 70 kilomètres et d’arriver en pleine puissance sur Mayotte ».
Sous l'influence du changement climatique anthropique, l'environnement plus chaud de 1,5 °C dans lequel les cyclones se développent augmente à la fois leur intensité et leur potentiel de précipitations. Cependant, dans le cas précis du cyclone Chido, et malgré son caractère exceptionnel et la chaleur importante de l'océan Indien lors de sa formation, le manque d'archives concernant les évènements similaires survenus dans cette zone géographique empêche les climatologues de distinguer l'influence de la variabilité naturelle dans la conduite de sa trajectoire. En effet, seulement quatre cyclones intenses sont passés dans le nord du canal du Mozambique en quarante ans,,.

## Conséquences

### Agaléga

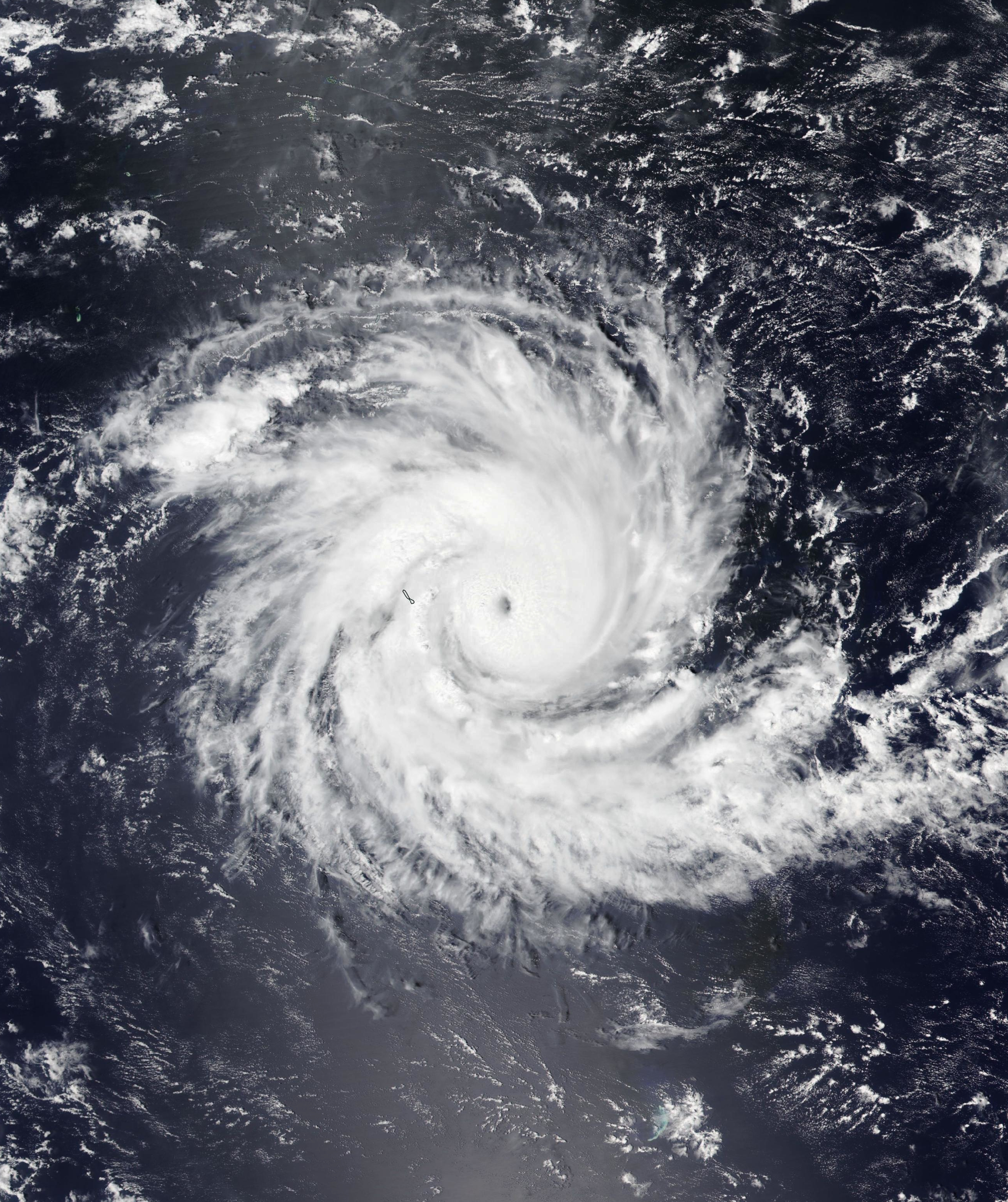
Chido au large de l'archipel d'Agaléga le 11 décembre 2024.

Dans la nuit du mercredi 11 au jeudi 12 décembre, l'archipel mauricien d'Agaléga (environ 300 habitants) est dévasté par les vents cycloniques et l'onde de tempête de huit mètres associée à Chido. La plupart des maisons et des écoles de l'île sont détruites et les habitants de l'île du nord contraints de se réfugier à l'aéroport nouvellement rénové,. Les communications ont été coupées après le passage de l'œil et un remorqueur s'est échoué dans les récifs juste au nord des îles, ce qui a suscité des inquiétudes quant à une éventuelle marée noire. Selon les rapports, 95 % des bâtiments de l'île du nord aurait été détruit tandis que 98 % des structures ont été détruites dans l'île du sud. Malgré tout, le député Eshan Juman a déclaré qu'aucun blessé grave n'avait été signalé.
Par la suite, le ministre Adil Ameer Meea en visite sur place déclare : « C’est une île complètement dévastée. La boulangerie est hors service. Il est difficile de croire que nous parlons d’une île habitée il y a encore quelques jours ». Il relève aussi que « ce cyclone est peut-être un avertissement. Il est crucial de revoir notre façon de construire et de nous préparer pour l’avenir ». Le gouvernement mauricien achemine des secours d'urgence ainsi qu'une équipe médicale : « des matériaux de reconstruction, dont des feuilles de tôle et du bois, sont en route. Un vol de la marine indienne a également acheminé des produits de première nécessité comme de la farine, du riz et de l’eau ». Pour les autorités, « il est essentiel de mettre en place un plan d’urgence. Il faut reconstruire des maisons en béton, revoir l’infrastructure et renforcer les services de santé [...] Agalega a besoin d’une nouvelle approche pour son développement, avec des bâtiments plus solides. Il faut aussi un système météorologique plus fiable, car les effets du changement climatique se font sentir ».

### Madagascar
À Madagascar, le cyclone très compact est passé assez loin de l'extrême nord de l'île et n'a causé que des dégâts mineurs, des inondations peu importantes et des coupures d'électricité à Antsiranana.

### Mayotte

#### Mise en alerte et préparatifs

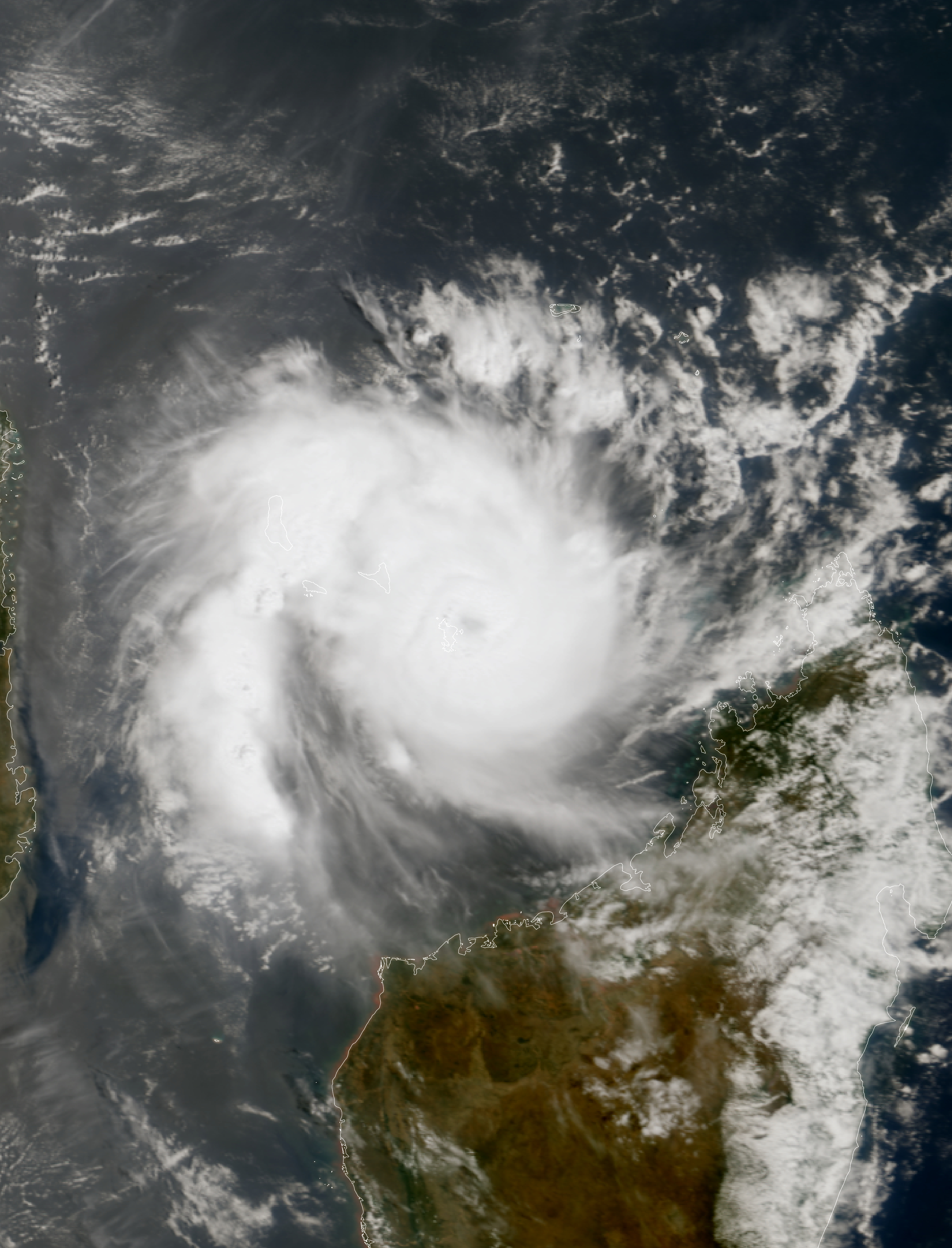
Chido au large de Mayotte le 14 décembre 2024.

Le vendredi 13 décembre à 22 h heure locale, Météo France place Mayotte, située dans le nord du canal du Mozambique, en alerte rouge, puis le lendemain 14 décembre à 7 heures du matin, l’archipel passe en alerte violette, le plus haut niveau. Météo France annonce de violentes intempéries de 9 h à 13 h, avec des « vents destructeurs voire dévastateurs », ainsi que « des pluies très intenses et des submersions marines possibles », conditions susceptibles de provoquer « un risque de ruissellement et d’inondation, et une houle marine qui peut avoir des effets importants sur le littoral », au cours d'« un événement inédit, d’une extrême violence, les vents pourront dépasser 180 km/h ».
Malgré l'alerte rouge puis violette, laquelle implique le « confinement strict de l’ensemble de la population, y compris des services de secours et de sécurité et tous les agents mobilisés à la gestion de la crise », les centres d'hébergements d'urgence ouverts en prévision du cyclone, au nombre de 71 et accessibles par des navettes,, restent quasiment vides. En effet les immigrés sans papiers vivant dans les bidonvilles ont cru à une rumeur selon laquelle « ce serait un piège qu'on leur tendait [...] pour les ramasser et les conduire hors des frontières ». Ces refuges sont en outre peu attractifs en raison de leur sous-équipement : ils ne disposent souvent d'aucun lit de camp et sont insuffisamment pourvus en sanitaires et en provisions alimentaires. La responsable de la mission France de l’association Solidarités International témoigne ainsi que dans la plupart des centres, les sanitaires sont inutilisables. En outre, beaucoup de personnes ont craint que leur logement ne soit pillé en leur absence et ont donc préféré y rester. À Mamoudzou, 3 500 personnes se sont rendues dans les centres d'hébergements d'urgence, qui disposaient pourtant d'une capacité de 10 000 places.
La perte de la culture du risque est également mentionnée comme une des causes de la faible réaction de la population à l'alerte, dans la mesure où Mayotte n'a pas connu de cyclone de cette ampleur depuis quatre-vingt-dix ans. Enfin la presse relève que la barrière de la langue a pu réduire l'efficacité de l'information à la population, de nombreux migrants en situation irrégulière n'étant pas francophones.
Chido frappe l'archipel de plein fouet : les vents exceptionnels dépassent en intensité ceux du cyclone Kamisy de 1984 et sont comparables à ceux du cyclone Disseli qui avait ravagé l'île en 1934. Une rafale de 226 km/h est enregistrée par Météo-France à Pamandzi, ce qui bat largement le record précédent de la station de mesure, qui était de 174,1 km/h. Toujours selon Météo-France, des rafales approchant les 250 km/h ont possiblement soufflées sur le nord de Petite-Terre et la moitié Nord de Grande-Terre, lors du passage du mur de l'œil. Les violentes précipitations atteignent jusqu'à 200 mm en douze heures,.

#### Conséquences directes

##### Bilan matériel
À la mauvaise situation sociale de l'île (forte part d'habitat insalubre, accès à l'eau potable déficient) s'ajoutent les dommages catastrophiques du cyclone qui laissent les 320 000 habitants sans eau courante et plus de 15 000 foyers privés d’électricité et de connexion Internet,.
Les poteaux électriques et les arbres sont tombés à terre, la plupart des routes sont impraticables, l'hôpital et les écoles sont touchés, les communications sont extrêmement difficiles. Les bidonvilles, très peuplés, sont entièrement détruits dans tout l'archipel et même les constructions plus durables subissent de graves dommages. Le ministre de l'Intérieur Bruno Retailleau annonce le 14 décembre que l'habitat précaire (plus du tiers de la population vit dans des logements en tôle) est « complètement détruit » Le bidonville de Kawéni, le plus grand de France, est entièrement détruit. Il comptait avant la catastrophe une population estimée à 20 000 personnes, dont 5 000 seulement ont gagné les abris d'urgence, où elles sont confrontées dès le 16 décembre à l'épuisement des stocks d'eau et de vivres.
|  | zones détruites                |
|  | zones endommagées              |
|  | zones probablement endommagées |

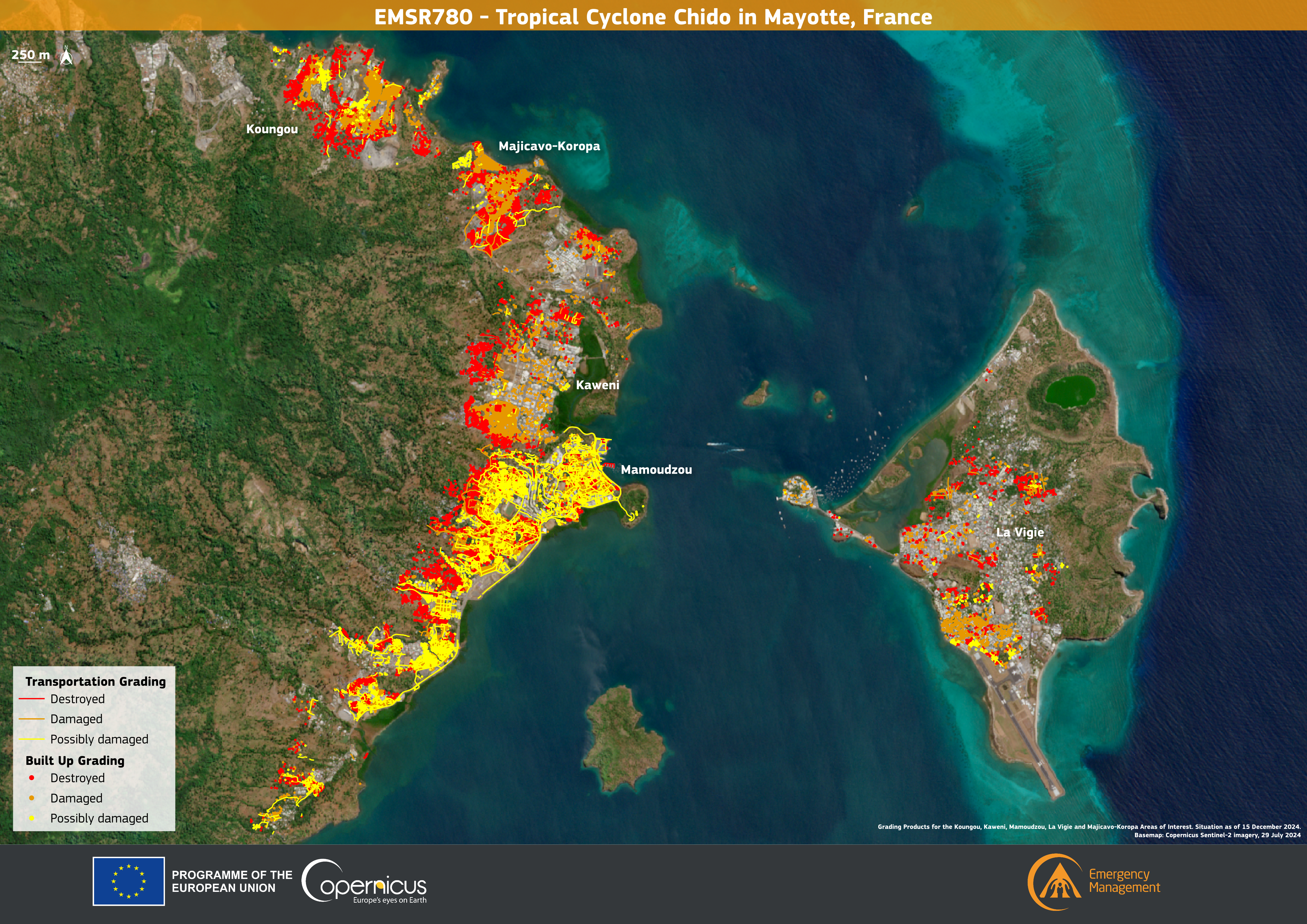
Carte du programme Copernicus montrant les dégâts à Mamoudzou et Petite-Terre

Le parc scolaire est affecté en totalité, soit 221 écoles, 22 collèges et 11 lycées, dont 40 % sont inutilisables et dont une partie est mobilisée pour héberger des sinistrés. Il y a normalement 117 000 élèves scolarisés à Mayotte. Le 20 décembre, un premier bilan chiffré des pertes assurées par la Caisse centrale de réassurance était estimé entre 650 et 800 millions € (675 et 831 millions $US) mais ne comptait pas les dégâts aux infrastructures, ni les pertes non assurées.

##### Bilan humain débattu
Le nombre de morts et de blessés a été dès après le passage du cyclone un sujet controversé. Dès le 14 décembre, le préfet de Mayotte a déclaré s'attendre à un bilan d'une ampleur inédite pour une catastrophe naturelle en France : « Je pense qu’il y aura certainement plusieurs centaines [de morts], peut-être approcherons-nous le millier, voire quelques milliers. ». Les autorités estimaient qu'il sera très difficile d'obtenir rapidement le bilan exact du nombre de victimes en raison de la tradition musulmane d'inhumation dans les 24 heures qui suivent le décès, inhumation qui n'est pas toujours déclarée, notamment en raison du grand nombre de clandestins, non recensés,. 
La chaine de télévision Réunion La Première, via le reportage d’un de ses journalistes présents à Mayotte, a ensuite fait état d'une estimation de 60 000 morts qui circulait parmi les secouristes sur place. Le reportage insistait cependant sur le manque de fiabilité de cette estimation car il n'avait aucun caractère officiel ou officieux ni probabilité d’être confirmé. Au 21 décembre, c'était le seul média à citer ce chiffre selon le quotidien Libération. Le ministère de l’Intérieur a répondu à Libération que la chaine de télévision La Réunion la Première avait « effacé » son reportage. La Croix Rouge a de son côté répondu au journal qu’elle n’avait pas d’estimation ni de bilan chiffré de la catastrophe. Questionné sur ce chiffre, Emmanuel Macron s’est déclaré « très prudent » en estimant que « rien ne permet de le corroborer », tout en reconnaissant qu’il « est vraisemblable qu’il y ait beaucoup plus de victimes » que ce qu’indique le bilan officiel.
Le 18 décembre, un membre du tribunal judiciaire de Mamoudzou a aussi déclaré à la presse que dans les bidonvilles, « ça enterre à tour de bras, donc on n'aura jamais de décompte [...] que ce soient des gens en situation régulière ou irrégulière, peu importe, on ne saura jamais. ». Cependant, le 23 décembre, le Premier ministre François Bayrou a revu la position du gouvernement et estimé que le nombre de victimes se comptait en dizaines plutôt qu'en milliers, position que la députée Estelle Youssouffa a critiquée vertement. Selon elle, les dizaines de milliers de personnes présentes dans les bidonvilles auraient été « ensevelies sous les tonnes de boue, de détritus et de tôles ». Les spécialistes des catastrophes naturelles ont commenté que la position de la députée était alarmiste puisqu'il n'y a pas eu de submersion marine majeure, ni d’importants glissements de terrain,.
C'est dans ce contexte que le 18 décembre, le premier bilan officiel, mais considéré par toutes les sources comme très provisoire, s'élevait à 31 morts, 45 blessés en « urgence absolue » et 1 373 « en urgence relative ». Comme toutes les autres sources, le ministère de l'Intérieur souligne que ces effectifs « ne sont pas en adéquation avec la réalité des 100 000 personnes qui vivent dans un habitat précaire ». Malgré tout, le 29 décembre, le bilan n'était encore que de 39 morts et plus de 5 600 blessés, le nombre de décès n'ayant pas changé depuis le 23 décembre,. Au 11 février 2025, le bilan n'a pas changé a affirmé Manuel Valls lors d'un débat au Sénat de France.

##### Impact environnemental
Les récifs coralliens du lagon déjà fragilisés par le phénomène El nino en mars et avril 2024 ont été détruits par le cyclone. Ceux qui étaient en bonne santé ont survécu.

#### Mesures post-cycloniques

##### Soin aux blessés et risques sanitaires
Le soin aux blessés est rendu difficile par le fait que l’archipel ne compte qu'un seul hôpital, endommagé par le cyclone en plus d'être largement sous-dimensionné, qui assure 72 % des soins dans le département. Le service de maternité, le plus grand de France, a perdu 70 % de ses capacités opérationnelles et les soignants eux-mêmes ont perdu leurs logements. Les dégâts des eaux sont importants dans l'enceinte de l’hôpital, « notamment dans la partie chirurgie, réanimation, urgences et maternité, donc les parties essentielles du fonctionnement de l'hôpital », indique Geneviève Darrieussecq, la ministre de la Santé,.
Le 16 décembre, Médecins du monde fait part de son inquiétude quant au risque épidémique : « À Mayotte, il y a le choléra qui est présent sous forme d'épidémie. On est très inquiets sur le risque d'épidémie dans ce contexte où l'accès à l'eau est difficile. [...] On est dans un territoire où l'insécurité était déjà explosive avant la catastrophe. On a tous les éléments pour une crise à venir si les moyens d'ampleur ne sont pas mis en avant pour répondre à l'accès à l'eau, à l'hygiène, pour l'accès aux soins et pour prévenir les épidémies », souligne Jean-François Corty, le président de l'organisation.

##### Organisation des secours
D'un point de vue général,[Quoi ?]la population se sent livrée à elle-même et abandonnée par l'État français,,. Au 19 décembre, les bidonvilles dévastés où vivent les personnes en situation irrégulière n'avait pas reçu d'aide alimentaire.
Les 1 600 policiers et gendarmes présents sont mobilisés pour venir en aide et éviter les pillages. Des renforts et des secours sont acheminés depuis l'île de La Réunion, distante d'environ 1500 kilomètres, par un pont aérien composé de deux CASA CN-235 et d'un Dash-8 de la sécurité civile, que les autorités prévoient de mobiliser jusqu'au 18 décembre,,. L'aéroport n'est plus opérationnel pour les vols commerciaux en raison des dommages survenus dans la tour de contrôle et l'aérogare, mais sa piste est utilisable pour les vols militaires. L'envoi de 800 membres des services de secours est prévu en cinq vagues de renforts depuis la métropole au moyen d'Airbus A400M Atlas, pour la sécurité civile tandis que le chef d'état-major de l'Armée de terre, Pierre Schill, indique que les « légionnaires du cinquième régiment étranger basés sur l’île de Mayotte peuvent aussi intervenir ». Bien que le port de Mamoudzou soit dévasté, celui de Longoni est intact ce qui permet d'acheminer des moyens par voie maritime. Le Marion Dufresne, le navire de ravitaillement des TAAF, annoncé comme étant mis à disposition pour la gestion de crise, et équipé d'un hélicoptère pouvant aider aux missions de reconnaissance et de secours n'a finalement pas été mobilisé. Le navire de soutien et d'assistance outre-mer Champlain est lui chargé d'acheminer des vivres, du matériel militaire et de production d'électricité.
Le 16 décembre, le ministère de l'Intérieur annonce qu'« une compagnie de marche de circonstance, à la charge du Commandement de la gendarmerie de La Réunion, sera [...] projetée dans les prochaines heures. Elle sera composée de gendarmes départementaux, d’informaticiens, de réservistes et d’une capacité judiciaire, comprenant des Techniciens en investigation criminelle (TIC), qui auront notamment pour mission de participer à l’identification des corps ».

##### Ponts aériens et maritimes
Le 18 décembre, le gouvernement annonce comme objectif progressif entre sept et dix rotations quotidiennes par avion militaire entre la métropole et Mayotte pour acheminer des vivres et du matériel. Mais l'acheminement de cette aide est rendu difficile par le mauvais état des communications. Le 18 décembre, un avion apporte 23 tonnes d'eau et de nourriture. Au 19 décembre, 20 tonnes de nourriture ont été envoyées en Petite-Terre, soit 1 kg par habitant. Le gouvernement annonce aussi l'objectif du rétablissement du réseau d'eau dans sa quasi totalité sept jours après le drame.
Le pont aérien relie trois lieux : Mayotte, La Réunion et Orléans. Divers avions sont employés : deux CASA des FAZSOI, deux Dash 8 de la sécurité civile, trois A400M de la base d'Orléans, et les vols d'air Austral affrétés par l’État pour le transport des personnels. Un Antonov An-124, d'une capacité double de l'A400M, a également été utilisé pour le transport de l'hôpital de campagne jusqu'à la Réunion.
Le pont aérien étant insuffisant, il est complété par un pont maritime entre La Réunion et Mayotte, les bateaux ayant une plus grande capacité mais une moindre rotation (vitesse) que les avions. Un bateau peut transporter 158 conteneurs de ravitaillement et d'équipements divers, dont 88 conteneurs d'eau, sans être complément chargé.
Le 25 décembre le préfet de Mayotte autorise la reprise des liaisons maritimes entre Dzaoudzi, port de Mayotte, et Anjouan ou Mutsamudu, dans les Comores (pays). L'État réquisitionne deux bateaux pour faciliter le rapatriement (dit « humanitaire ») des ressortissants comoriens. Les empreintes et l'identité de l'ensemble des passagers ont été relevées avant leur départ de la gare maritime. Les vols commerciaux reprennent le 1er janvier 2025.

##### Mesures institutionnelles
Le 16 décembre, les exécutifs des régions françaises décident de créer un fonds de solidarité pour Mayotte, destiné à « contribuer à l’aide d’urgence et la reconstruction rapide de l’île ».
Le 17 décembre, le ministère de l'Intérieur annonce l'instauration d'un couvre-feu de 22 heures à 4 heures, pour des raisons de sécurité, afin d'éviter les pillages tandis qu'Estelle Youssouffa, la députée de la première circonscription, demande l'application de l'état d'urgence, après avoir décrit « des attaques de bandes dans lesquelles des soignants, qui sont venus pour aider Mayotte, ont été pris ».
Le 18 décembre, le gouvernement déclare l'« état de calamité naturelle exceptionnelle » à Mayotte. Conçu spécialement pour les territoires ultramarins, ce nouveau dispositif est ainsi activé pour la toute première fois, en application de la « loi 3DS » du 21 février 2022. Il peut être déclaré « lorsqu’un aléa naturel d’une ampleur exceptionnelle a des conséquences de nature à gravement compromettre le fonctionnement des institutions et présentant un danger grave et imminent pour l’ordre public, la sécurité des populations, l’approvisionnement en biens de première nécessité ou la santé publique ». Selon François-Noël Buffet, le ministre des Outre-mer, il doit permettre « une gestion plus rapide et efficace de la crise et faciliter la mise en place de mesures d'urgence » et conférer « une plus grande réactivité aux autorités locales et nationales, tout en allégeant certaines procédures administratives ». Il est activé pour une durée initiale d'un mois, renouvelable par périodes de deux mois,.
Le même jour, le gouvernement publie un décret qui fige les prix des produits de consommation à leur montant du 13 décembre, afin d'empêcher toute spéculation sur l'eau en bouteille, les produits alimentaires, les piles électriques, les produits d'hygiène et du quotidien ainsi que ceux destinés à la construction.
L'état de catastrophe naturelle est reconnu pour l'ensemble des 17 communes de Mayotte, par un arrêté interministériel publié le 19 décembre.
Le 18 décembre, la France demande le déclenchement du mécanisme européen de protection civile, permettant, sur la base du volontariat, à chaque pays européen de s'investir dans la reconstruction de Mayotte.
La France a demandé 10 000 tentes et hébergements d’urgence pour les personnes sinistrées et leur famille. Le vendredi 20 décembre, une porte-parole de la Commission européenne annonce que l'Union européenne va fournir des hébergements d’urgence, kits d’hygiène et tentes médicales aux sinistrés du cyclone Chido qui a dévasté l’archipel français de Mayotte.

#### Attention publique et hommages aux victimes
Le 16 décembre, le ministre de l'intérieur Bruno Retailleau, le ministre chargé des Outre-mer François-Noël Buffet et le secrétaire d'État Thani Mohamed Soilihi (originaire de Mayotte), tous trois démissionnaires, se rendent sur place.
Le même jour, les députés français observent une minute de silence à l'Assemblée nationale. Les parlementaires européens font de même à Strasbourg. Le président de l'Union des Comores Azali Assoumani décrète une semaine de deuil, la population de Mayotte étant pour moitié d'origine comorienne. Dans la soirée, les États-Unis présentent leurs condoléances et font savoir qu'ils se tiennent prêts à « à offrir une aide humanitaire appropriée ». Le Brésil réagit également par un communiqué du ministère des Affaires étrangères : « en exprimant ses condoléances aux familles des victimes, le Brésil manifeste sa solidarité envers le peuple de Mayotte et le gouvernement français ». Le gouvernement brésilien souligne en outre la nécessité de « redoubler les efforts d’adaptation » face au changement climatique.
Les 19 et 20 décembre, le président de la République Emmanuel Macron effectue la visite de l'île. Il décrète un jour de deuil national le lundi 23 décembre (le deuxième deuil national pour une catastrophe naturelle depuis les inondations dévastatrices de 1930 dans le bassin du Tarn), avec mise en berne des drapeaux et recueillement à 11 heures.
Le 30 décembre, le Premier ministre François Bayrou est arrivé à Mayotte et a fait plusieurs visites des lieux sinistrés, amenant dans son avion 2,5 tonnes de matériel humanitaire. Il a rementionné qu'il entendait rebâtir Mayotte en deux ans et demandé que l’électricité soit rétablie fin janvier. Il était accompagné de cinq ministres, dont Manuel Valls (Outremer) et Elisabeth Borne (Éducation).

#### Reconstruction
Début janvier, le premier ministre François Bayrou annonce un « plan Mayotte debout » adossé à une « loi d’urgence », une loi-programme de refondation de Mayotte et la création d'un « Établissement public de refondation de Mayotte ».
Le 3 janvier, afin d'empêcher la reconstruction des bidonvilles, le préfet annonce limiter les ventes de tôle aux personnes présentant un justificatif de domicile et justificatif d'identité aux professionnels. Cette décision risquant d'exclure de fait les personnes sans-papiers ne possédant pas ces documents, la Ligue des droits de l'homme dénonce une menace pour le droit fondamental au logement et une « population empêchée de s'organiser pour se protéger ».

### Union des Comores
Dans l’Union des Comores, le cyclone Chido a touché les îles d’Anjouan, Mohéli et Grande Comore. À Anjouan, une quarantaine de maisons précaires auraient été détruites et d’autres bâtiments auraient été endommagés. Des bateaux de pêche et une ferme avicole ont aussi subi des dommages. Sur Mohéli, plusieurs pylônes électriques ont été arrachés. À Grande Comore, onze pêcheurs ont été portés disparus en mer mais sont parvenus à rentrer sains et saufs. Aucun décès n'a été rapporté dans le pays mais au moins 5 personnes ont été blessées et le cyclone a fait plus de 64 150 sinistrés.

### Malawi
Le 14 décembre, le Département des changements climatiques et des services météorologiques du Malawi (DCCMS) a émis un avertissement pour quinze districts sur la trajectoire de Chido. Selon un rapport initial du 16 décembre, environ 1 800 familles (8 100 personnes) ont été touchées par 100 à 150 mm de pluie torrentielle et les vents violents dans le sud du pays. Le district de Machinga a été le plus touché par les intempéries et il y survient un décès. Deux autres décès ont été signalés dans la zone rurale du district de Blantyre. Des infrastructures comme des écoles, des hôpitaux et cliniques, ont été endommagées selon le département de la gestion des catastrophes (DoDMA) et 20 des 29 districts du pays ont enregistré des dommages légers à graves,.
Le 18 décembre, le bilan est rehaussé à 13 morts, 29 blessés et au moins 45 162 personnes (10 159 familles) touchées,.

### Mozambique

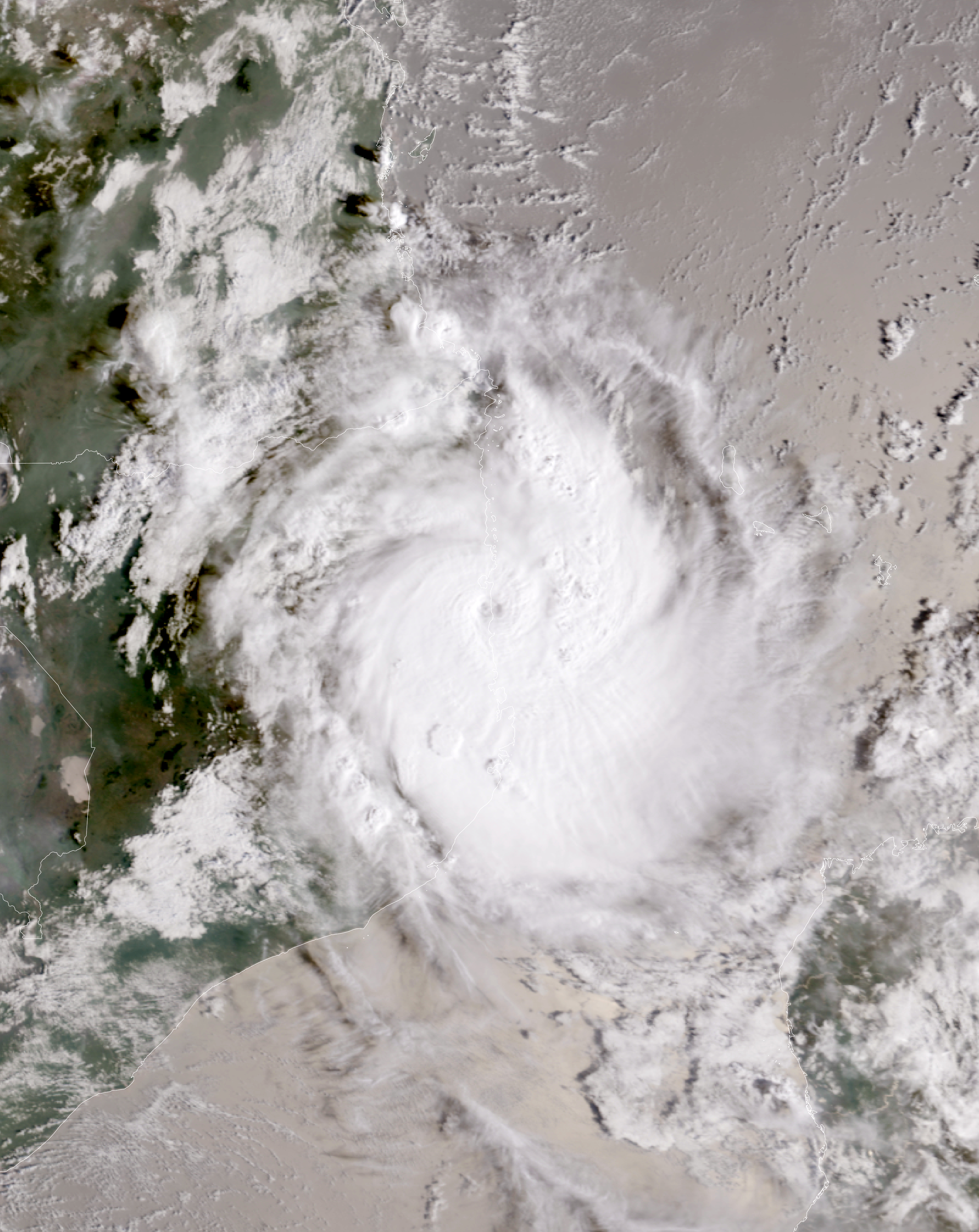
Chido touchant la côte du Mozambique le 15 décembre.

#### Préparatifs
Le 13 décembre, le Bureau de la coordination des affaires humanitaires des Nations unies (OCHA) que plus de 1,7 million de personnes au Mozambique pourraient être touchées par des vents dépassant 120 km/h et des pluies diluviennes, développement qui pourrait aggraver l'épidémie de choléra qui touche le pays. Le lendemain, l'Institut national de météorologie du Mozambique a rehaussé l'alerte orange à rouge pour les provinces de Cabo Delgado et de Nampula ce qui a mis sur un pied d'alerte la Croix-Rouge mozambicaine et le Programme alimentaire mondial pour fournir des vivres et l'évacuation vers des centres d'hébergement. Le Haut Commissariat des Nations unies pour les réfugiés (HCR) et ses partenaires avaient prépositionné des articles de secours d’urgence et aidé le gouvernement à diffuser largement des messages de préparation aux catastrophes.

#### Bilan humain et matériel
Le 15 décembre, les rafales atteignent 260 km/h et Chido provoque des pluies torrentielles, jusqu'à 250 millimètres en vingt-quatre heures sur le nord-est du pays. Les autorités font état que le cyclone a frappé les provinces côtières de Nampula et Cabo Delgado tôt dimanche, détruit ou endommage divers immeubles et provoqué des coupures d’électricité dans certaines zones. Dans certains villages, très peu de maisons sont encore debout. La province de Cabo Delgado, compte la très grande majorité des morts et des dégâts avec 500 000 des 700 000 personnes touchées selon les autorités.
Le 16 décembre, les autorités rapportaient 35 342 bâtiments détruits ou endommagés et environ 175 000 sinistrés. Le 17, l'Institut national de gestion et de réduction des risques de désastres mentionne que quelque 170 bateaux de pêche ont été détruits. Le 23, le bilan s'élèvait à 120 morts et plus de 900 blessés, ainsi que près de 110 000 habitations détruites mais les humanitaires mentionnent que ces chiffres sont loin d'être définitifs,.
Le Programme alimentaire mondial a mentionné plus de 456 000 hectares de terres, dont 28 000 cultivées, ont été inondés dans les provinces touchées par le cyclone. Cela a causé d'importantes pertes de production affectant grandement les moyens de subsistance de la population.

#### Aide
Dans les premières 48 heures, le HCR fournit une assistance dans le plus grand centre d’hébergement de Pemba, la capitale de Cabo Delgado. Plus de 2 600 personnes ont reçu des secours d’urgence et des articles de première nécessité. Le 27 décembre, le Bureau de la coordination des affaires humanitairesde l'ONU rapportait qu'au moins 77 000 personnes ont reçu une forme d'assistance depuis l'impact du cyclone et que la communauté humanitaire au Mozambique a lancé l'appel qui vise à récolter 88 millions $US pour intensifier les opérations humanitaires afin de répondre aux besoins urgents de 320 000 personnes.

## Bilan général
| Pays              | Décès | Blessés | Dégâts (milliards $US) | Référence |
| ----------------- | ----- | ------- | ---------------------- | --------- |
| Maurice (Agaléga) | 0     | -       | N/D                    |           |
| Comores           | 0     | 5       | N/D                    | [ 104 ]   |
| Madagascar        | 0     | -       | N/D                    |           |
| Malawi            | 13    | 29      | N/D                    | [ 109 ]   |
| France (Mayotte)  | 39    | 5 600   | 0,830+                 | ,         |
| Mozambique        | 120   | 900     | N/D                    | [ 113 ]   |
| Total             | 172   | 6 534+  | ~3,9                   | [ 3 ]     |